# Peterborough United Football Club
Maillots
Actualités
Le Peterborough United Football Club est un club de football anglais basé à Peterborough.
Il évolue depuis la saison 2025-2026 en EFL League One (troisième division anglaise). 
Le surnom de Peterborough United est The Posh pour des raisons maintenant oubliées. Il existe plusieurs explications, mais la vraie est perdue dans l'histoire.
Peterborough United joue au stade de Weston Homes Stadium (London Road), dans le centre-ville de Peterborough. Construit en 1913, London Road peut accueillir 15 314 spectateurs. London Road est le seul stade de la deuxième division anglaise à avoir des tribunes avec des places debout. Des travaux sont prévus pour l'été 2012 afin remplacer la Moys End tribune, actuellement réservée aux supporters visiteurs.

## Repères historiques
- Fondé en 1934, le club adopte un statut professionnel dès sa fondation et rejoint la League en 1960 (Division 4) ayant remplacé son prédécesseur Peterborough and Fletton United. Le football est pratiqué sur le terrain de London Road depuis l'époque victorienne.
- À l'issue de la saison 2020-2021, le club est promu en EFL Championship (deuxième division anglaise).

- À l'issue de la saison 2021-2022, Peterborough est relégué en EFL League One (troisième division anglaise).

## Palmarès et résultats
- Champion d'Angleterre de quatrième division : 1961, 1974.

## Joueurs et personnalités du club

### Entraîneurs
Le tableau suivant présente la liste des entraîneurs du club depuis 1934.
| Rang | Nom                       | Période   |
| ---- | ------------------------- | --------- |
| 1    | Jock Porter               | 1934-1936 |
| 2    | Fred Taylor               | 1936-1937 |
| 3    | Vic Poulter               | 1937-1938 |
| 4    | Sam Haden                 | 1938-1948 |
| 5    | Jack Blood                | 1948-1950 |
| 6    | Bobby Gurney              | 1950-1952 |
| 7    | Jack Fairbrother          | 1952-1954 |
| 8    | George Swindin            | 1954-1958 |
| 9    | Jimmy Hagan               | 1958-1962 |
| 10   | Johnny Anderson (intérim) | 1962      |
| 11   | Jack Fairbrother          | 1962-1964 |
| 12   | Johnny Anderson (intérim) | 1964      |
| 13   | Gordon Clark              | 1964-1967 |
| 14   | Norman Rigby (intérim)    | 1967      |
| 15   | Norman Rigby              | 1967-1969 |

| Rang | Nom                      | Période   |
| ---- | ------------------------ | --------- |
| 16   | Jim Iley                 | 1969-1972 |
| 17   | Jim Walker (intérim)     | 1972      |
| 18   | Noel Cantwell            | 1972-1977 |
| 19   | John Barnwell            | 1977-1978 |
| 20   | Billy Hails (intérim)    | 1978-1979 |
| 21   | Poste vacant             | 1979      |
| 22   | Peter Morris             | 1979-1982 |
| 23   | Martin Wilkinson         | 1982-1983 |
| 24   | William Harvey (intérim) | 1982      |
| 25   | William Harvey (intérim) | 1983      |
| 26   | John Wile                | 1983-1986 |
| 27   | Lil Fuccillo (intérim)   | 1986      |
| 28   | Noel Cantwell            | 1986-1988 |
| 29   | Mick Jones               | 1988-1989 |
| 30   | Dave Booth (intérim)     | 1989      |

| Rang | Nom                                | Période   |
| ---- | ---------------------------------- | --------- |
| 31   | Mark Lawrenson                     | 1989-1990 |
| 32   | Dave Booth (intérim)               | 1990-1991 |
| 33   | Chris Turner                       | 1991-1992 |
| 34   | Lil Fuccillo                       | 1992-1993 |
| 35   | Chris Turner (intérim)             | 1993-1994 |
| 36   | John Still                         | 1994-1995 |
| 37   | Mick Halsall (intérim)             | 1995      |
| 38   | Mick Halsall                       | 1995-1996 |
| 39   | Barry Fry                          | 1996-2005 |
| 40   | Mark Wright                        | 2005-2006 |
| 41   | Steve Bleasdale                    | 2006      |
| 42   | Ron Atkinson & Barry Fry (intérim) | 2006      |
| 43   | / Keith Alexander                  | 2006-2007 |
| 44   | Tommy Taylor (intérim)             | 2007      |
| 45   | Darren Ferguson                    | 2007-2009 |

| Rang | Nom                      | Période   |
| ---- | ------------------------ | --------- |
| 46   | Mark Cooper              | 2009-2010 |
| 47   | Jim Gannon               | 2010      |
| 48   | Gary Johnson             | 2010-2011 |
| 49   | David Oldfield (intérim) | 2011      |
| 50   | Darren Ferguson          | 2011-2015 |
| 51   | Dave Robertson (intérim) | 2015      |
| 52   | Graham Westley           | 2015-2016 |
| 53   | Grant McCann             | 2016-2018 |
| 54   | Steve Evans              | 2018-2019 |
| 55   | Darren Ferguson          | 2019-2022 |
| 56   | Grant McCann             | 2022-2023 |
| 57   | Darren Ferguson          | 2023-     |

### Joueurs emblématiques
Le site Internet officiel de Peterborough United a dressé une liste de sept joueurs considérés comme emblématiques dans l'histoire du club et faisant partie de son Hall of Fame. Voici cette liste :
- Terry Bly, attaquant, de 1960 à 1962 ;
- Noel Cantwell, entraîneur, de 1972 à 1977 et de 1986 à 1988 ;
- Ken Charlery, attaquant, de 1991 à 1992, de 1993 à 1995 et de 1996 à 1997 ;
- Jim Hall, attaquant, de 1967 à 1975 ;
- Freddie Hill, attaquant, de 1973 à 1975 ;
- Tommy Robson, ailier, de 1969 à 1981 ;
- Chris Turner, défenseur, de 1969 à 1978, et entraîneur, de 1991 à 1992

et aussi
- Peter McNamee

### Stade

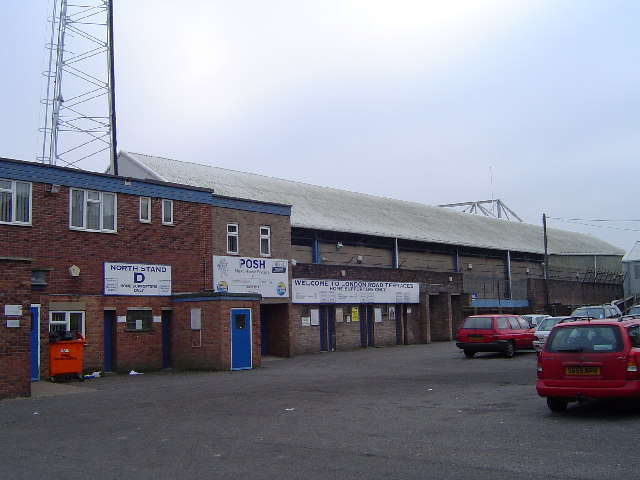
Entrée ouest du stade

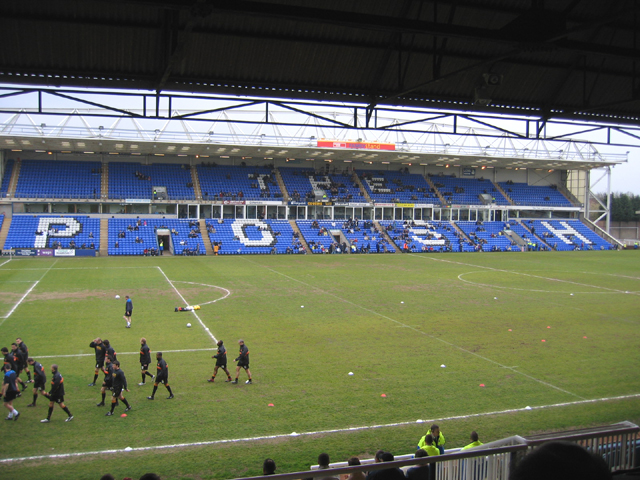
Vue de la tribune Sud

## Structures du club

### Équipementiers et sponsors
En 2011 l'équipementier officiel est Nike après trois saisons passées avec Adidas. 
Depuis 2020 c'est Puma qui équipe le club.